# Perdiccas III của Macedonia
Perdiccas III (tiếng Hy Lạp: Περδίκκας Γ `) là vua Macedonia từ năm 368 - 359 trước Công nguyên, ông kế vị vua anh là Alexandros II.
Ông là con trai của Amyntas III và Eurydike, ông chỉ mới ở tuổi vị thành niên khi Alexandros II bị Ptolemaios của Aloros giết, và sau đó Ptolemaios cai trị với vai trò là Nhiếp chính. Vào năm 365 TCN, quan Chấp chính Perdiccas giết Ptolemaios và nắm lấy chính quyền.
Chúng ta có quá ít thông tin về triều đại của vua Perdiccas III. Chúng ta chỉ biết rằng ông đã có một thời kì thù địch với người Athena, theo thông tin của Amphipolis.
Ông cũng từng là Theorodokos  tham gia đại hội thể thao Epidaurian Panhellenic khoảng năm 365 TCN.
Ông đã xua quân chinh phục lại vùng Thượng Macedonia từ tay bộ tộc người Illyria là Bardylis. Nhưng, Quân đội Macedonia đã bị quân Bardylis đập tan tác, vua Perdiccas III tử trận.
Người con trai sơ sinh của vua Perdiccas III là Amyntas IV đã được thừa kế ngôi vị, nhưng ngai vàng này nhanh chóng bị em trai Perdiccas là Philippos II chiếm lấy.